# هنري إرنست بويز
هنري إرنست بويز (بالإنجليزية: Henry Ernest Boyes)‏ هو رائد أعمال أمريكي، ولد في 13 يوليو 1844 في كينغستون أبون هال في المملكة المتحدة، وتوفي في 11 ديسمبر 1919 في مقاطعة سونوما في الولايات المتحدة.